# Berlin Ostbahnhof
Berlin Ostbahnhof  egy átmenő forgalmú távolsági és regionális vasútállomás Németországban, Berlin Friedrichshain kerületében. A kilenc peronnal rendelkező állomáson egyaránt megállnak a távolsági ICE és a regionális vonatok. A napi mintegy 100 000 utasával a Deutsche Bahn által felállított német vasútállomás-kategória első osztályába tartozik, ebben a kategóriában 20 német főpályaudvar található, jellemzően a legnagyobbak és legfontosabbak. Emellett S-Bahn állomás is, és Berlin harmadik legforgalmasabb vasútállomása a főpályaudvar és a Berlin Südkreuz állomás után.
A mai Ostbahnhof eredeti neve Frankfurter Bahnhof volt, és többször változtatta meg a nevét, mint bármely más berlini állomás. Különösen a Berlin Schlesischer Bahnhof (1881-1950) és a Berlin Hauptbahnhof (1987-1998) nevek ismertek. A gyakori névváltoztatások a mai Berlin Hauptbahnhoffal vagy a régi Ostbahnhoffal való összetévesztéshez is vezettek. 2000-ben a "Berlin Ostbahnhof" állomásjelzés alatt, az 1-es peronon, az állomáscsarnok délkeleti végén egy táblát helyeztek el a történelmi állomásnevekkel.
Eszerint az állomás nevei a következők voltak
- 1842-1881 Frankfurter Bahnhof,
- 1881-1950 Schlesischer Bahnhof,
- 1950-1987 Ostbahnhof,
- 1987-1998 Hauptbahnhof,
- Ostbahnhof 1998 óta.[1]

Lehetséges azonban, hogy különböző szervezetek más-más neveket használtak egy időben. Például a Német Birodalmi Postaigazgatás 1880-as kurzuskönyvében Berlin, Ostbf. a Berlin - Breslau vonalra van bejegyezve, Berlin (Ost-Bahnhof) pedig a Berlin - Erkner vonalra. Ez a bejegyzés azonban az Alter Ostbahnhof ideiglenes használatára is utalhat, ami a Frankfurter Bahnhof átmenő állomássá alakítása miatt történt (lásd a következő fejezetet).

## Vasútvonalak
Az állomást az alábbi vasútvonalak érintik:
- Berliner Stadtbahn (KBS 200, 200.5, 200.7, 200.75, 200.9, 201, 202, 207, 209.14)
- Frankfurter Bahn (KBS 200.3, 201, 202, 207, 209.14)
- Ostbahn (KBS 200.5, 200.7, 200.75, 200.9)

## Története

### Az építés és a kezdeti évek

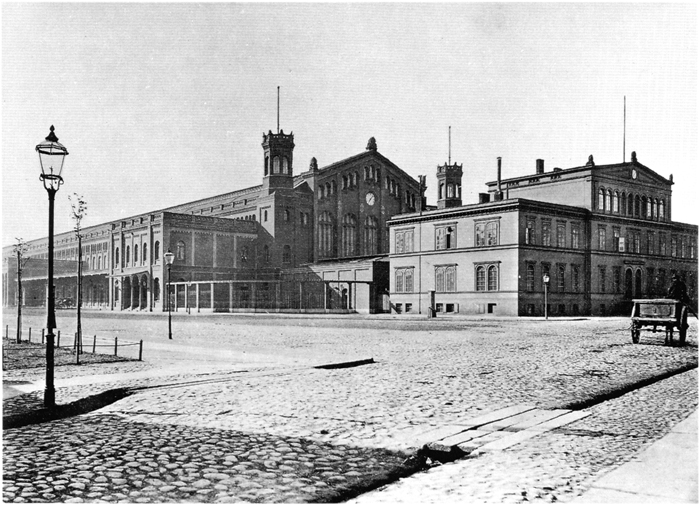
A Frankfurter Bahnhof 1870 körül, eredetileg egy fejállomás volt

A Frankfurter Bahnhofot, mint a Frankfurt (Oder) felé vezető vasútvonal nyugati végállomását 1842-ben nyitották meg fejállomásként. A berliner Stadtbahn vasútvonal megépítésével a mai átmenőállomássá alakították át, és 1881-ben átnevezték Schlesischer Bahnhofra. Ebben az időben a régi Ostbahnhof (Küstrin végállomás) már 1867 óta a Királyi Keleti Vasút végállomásaként mintegy 400 méterre északkeletre feküdt. Az építkezés során a frankfurti vasút és a hozzá csatlakozó alsó-sziléziai-márkföldi vasút személyforgalmát az Ostbahnhofra terelték, és ezzel egyidejűleg az Ostbahnt egy mellékvágányon keresztül állandó összeköttetésbe hozták az új sziléziai átmenőállomással. A megnyitást követően a régi Ostbahnhofot bezárták. A Schlesischer Bahnhof körül egy tipikus pályaudvari miliő alakult ki éjszakai bárokkal, bordélyházakkal és olcsó szállodákkal. A berlini köznyelvben a Schlesischer Bahnhofot "Kathol'scher Bahnhoff"-ként is ismerték, mivel sok utazó Poroszország keleti, katolikus területeiről (Posen és Felső-Szilézia tartomány) érkezett ide Berlinbe.

## Szomszédos állomások
- Berlin Alexanderplatz (Nauen, RB 14 (Nauen - Berlin Schönefeld Flughafen))
- Berlin Ostkreuz (RE 1, RB 14 (Nauen - Berlin Schönefeld Flughafen), RE 7 (Berlin/Brandenburg), RE 8 (Berlin/Brandenburg), RB23)
- Berlin Alexanderplatz (RE 1, RE 7 (Berlin/Brandenburg), RE 8 (Berlin/Brandenburg), RB23, Harz-Berlin-Express)
- Bahnhof Frankfurt (Oder) (Warszawa Wschodnia, Berlin-Warszawa-Express)
- Long-distance and regional railway station Berlin-Hauptbahnhof (Long-distance and regional railway station Berlin-Hauptbahnhof, Berlin-Warszawa-Express)

## Forgalom

### Távolsági forgalom
| Járat  | Útvonal | Gyakoriság                        |
| ------ | --- | --------------------------------- |
| ICE 12 | Berlin Ostbahnhof – Braunschweig – Göttingen – Kassel-Wilhelmshöhe – Frankfurt – Mannheim – Freiburg – Basel (– Bern – Interlaken Ost) | kétóránként                       |
| ICE 13 | Berlin Ostbahnhof – Braunschweig – Göttingen – Kassel-Wilhelmshöhe – Frankfurt Süd – Frankfurt Flughafen | kétóránként                       |
| IC 26  | Berlin Ostbahnhof – Hannover – Göttingen – Kassel-Wilhelmshöhe – Gießen – Frankfurt (– Heidelberg – Karlsruhe) | egy vonatpár hétfőtől péntekig    |
| IC 32  | Berlin Ostbahnhof – Wolfsburg – Hannover – Münster – Recklinghausen – Essen – Duisburg – Krefeld – Mönchengladbach – Aachen | egy vonatpár hétfőtől péntekig    |
| IC 56  | Norddeich Mole – Emden – Oldenburg – Bréma – Hannover – Magdeburg – Potsdam – Berlin Ostbahnhof – Cottbus | egy vonatpár                      |
| IC 77  | Berlin Ostbahnhof – Stendal – Wolfsburg – Hannover – Osnabrück – Amsterdam | kétóránként                       |
| EC 95  | Berlin Ostbahnhof – Frankfurt – Posen – Warschau | 4 vonatpár naponta                |
| EN     | Strizh Berlin Ostbahnhof – Frankfurt – Posen – Warschau – Terespol – Brest – Minszk – Moszkva | bizonyos vonatok bizonyos napokon |
| FLX 10 | Berlin-Lichtenberg – Berlin Ostkreuz – Berlin Ostbahnhof – Berlin Hbf – Berlin Zoo – Wolfsburg – Hannover Messe/Laatzen – Göttingen – Kassel-Wilhelmshöhe – Fulda – Hanau – Frankfurt Süd – Darmstadt – Weinheim – Heidelberg – Vaihingen – Stuttgart | 1–2 vonatpár                      |

### Regionális forgalom
| Járat  | Útvonal |
| ------ | --- |
| IRE    | Hamburg – Lüneburg – Uelzen – Salzwedel – Stendal – Berlin Zoo – Berlin Ostbahnhof |
| RE HBX | Harz-Berlin-Express Berlin Ostbahnhof – Berlin Hbf – Potsdam – Magdeburg – Halberstadt (Zugteilung) – Quedlinburg – Thale / Wernigerode – Vienenburg – Goslar |
| RE 1   | Magdeburg – Brandenburg – Potsdam – Berlin Ostbahnhof – Erkner – Fürstenwalde – Frankfurt (– Cottbus) |
| RE 7   | Dessau – Bad Belzig – Beelitz-Heilstätten – Berlin Ostbahnhof – Berlin-Schönefeld Flughafen – Rangsdorf – Zossen – Wünsdorf-Waldstadt |
| RB 14  | Nauen – Berlin-Spandau – Berlin Ostbahnhof – Berlin-Schönefeld Flughafen |
|        | Spandau – Stresow – Pichelsberg – Olympiastadion – Heerstraße – Messe Süd – Westkreuz – Charlottenburg – Savignyplatz – Zoologischer Garten – Tiergarten – Bellevue – Hauptbahnhof – Friedrichstraße – Hackescher Markt – Alexanderplatz – Jannowitzbrücke – Ostbahnhof – Warschauer Straße – Ostkreuz – Rummelsburg – Betriebsbahnhof Rummelsburg – Karlshorst – Wuhlheide – Köpenick – Hirschgarten – Friedrichshagen – Rahnsdorf – Wilhelmshagen – Erkner          |
|        | Westkreuz – Charlottenburg – Savignyplatz – Zoologischer Garten – Tiergarten – Bellevue – Hauptbahnhof – Friedrichstraße – Hackescher Markt – Alexanderplatz – Jannowitzbrücke – Ostbahnhof – Warschauer Straße – Ostkreuz – Nöldnerplatz – Lichtenberg – Friedrichsfelde Ost – Biesdorf – Wuhletal – Kaulsdorf – Mahlsdorf – Birkenstein – Hoppegarten – Neuenhagen – Fredersdorf – Petershagen Nord – Strausberg – Hegermühle – Strausberg Stadt – Strausberg Nord  |
|        | Potsdam Hauptbahnhof – Babelsberg – Griebnitzsee – Wannsee – Nikolassee – Grunewald – Westkreuz – Charlottenburg – Savignyplatz – Zoologischer Garten – Tiergarten – Bellevue – Hauptbahnhof – Friedrichstraße – Hackescher Markt – Alexanderplatz – Jannowitzbrücke – Ostbahnhof – Warschauer Straße – Ostkreuz – Nöldnerplatz – Lichtenberg – Friedrichsfelde Ost – Springpfuhl – Poelchaustraße – Marzahn – Raoul-Wallenberg-Straße – Mehrower Allee – Ahrensfelde |
|        | Ostkreuz – Nöldnerplatz – Lichtenberg – Friedrichsfelde Ost – Springpfuhl – Gehrenseestraße – Hohenschönhausen – Wartenberg |
|        | Spandau – Stresow – Pichelsberg – Olympiastadion – Heerstraße – Messe Süd – Westkreuz – Charlottenburg – Savignyplatz – Zoologischer Garten – Tiergarten – Bellevue – Hauptbahnhof – Friedrichstraße – Hackescher Markt – Alexanderplatz – Jannowitzbrücke – Ostbahnhof – Warschauer Straße – Treptower Park – Plänterwald – Baumschulenweg – Schöneweide – Betriebsbahnhof Schöneweide – Adlershof – Altglienicke – Grünbergallee – Flughafen Berlin-Schönefeld      |

### Busz
| Járat | Útvonal                                                                                               |
| ----- | --- |
| 140   | Tempelhof – Ostbahnhof                                                                                |
| 142   | (Leopoldplatz –) Hauptbahnhof – Ostbahnhof                                                            |
| 147   | (Ostbahnhof –) Märkisches Museum – Hauptbahnhof                                                       |
| 240   | Ostbahnhof – Storkower Straße                                                                         |
| 248   | (Breitenbachplatz –) Südkreuz – Ostbahnhof – Warschauer Straße                                        |
| 300   | U Warschauer Straße – Ostbahnhof – S+U Alexanderplatz – S+U Potsdamer Platz – Tiergarten/Philharmonie |